# Friedrichshafen
Friedrichshafen (en allemand : /ˈfʁiːdʁɪçsˌhaːfn̩/ ? Écouter [Fiche] ou /fʁiːdʁɪçsˈhaːfn̩/ ? Écouter [Fiche]) est une ville située sur la rive nord du lac de Constance (Bodensee), dans le sud de l'Allemagne.
C'est la capitale de l'arrondissement du Lac de Constance dans le Land du Bade-Wurtemberg ; sa population est de 57 680 habitants (2004). Son nom actuel (littéralement « Port de Frédéric ») fait référence au roi Frédéric Ier de Wurtemberg.

## Économie
Friedrichshafen est la ville d'origine du constructeur automobile Wilhelm Maybach, fondateur de la marque Maybach. Ses foires-expositions annuelles sont parmi les plus grandes du sud-ouest de l'Allemagne, dont AERO Friedrichshafen, Interboot et Eurobike, l'un des plus grands salons de vélo au monde avec plus de 100 000 m² de stands.
La construction de dirigeables au début du XXe siècle a attiré une industrie considérable et a contribué de manière significative à la prospérité relative de Friedrichshafen. La ville a abrité la Luftschiffbau Zeppelin, l'avionneur Dornier, la ZF Friedrichshafen (un fabricant de systèmes de transmission) et MTU Friedrichshafen (une société de fabrication de moteurs fondée par Wilhelm Maybach).
Ferdinand von Zeppelin, né à Constance, avait à l'origine construit ses dirigeables dans un hangar à dirigeables flottant sur le lac qui pouvait être aligné avec le vent lors de la  difficile procédure de départ. Aujourd'hui se trouve également le musée Zeppelin. Ces dernières années, la société Zeppelin NT perpétue la tradition de construction de petits dirigeables semi-rigides en utilisant une technologie moderne.
Le site de Dornier, situé plus précisément sur la commune de Immenstaad am Bodensee, appartient actuellement à Airbus Defence and Space. Un musée Dornier est situé à l'aéroport de Friedrichshafen.

## Histoire
| Appartenances historiques Royaume de Wurtemberg 1811–1918 République de Weimar 1918–1933 Reich allemand 1933–1945 Allemagne occupée 1945–1949 Allemagne 1949–présent |

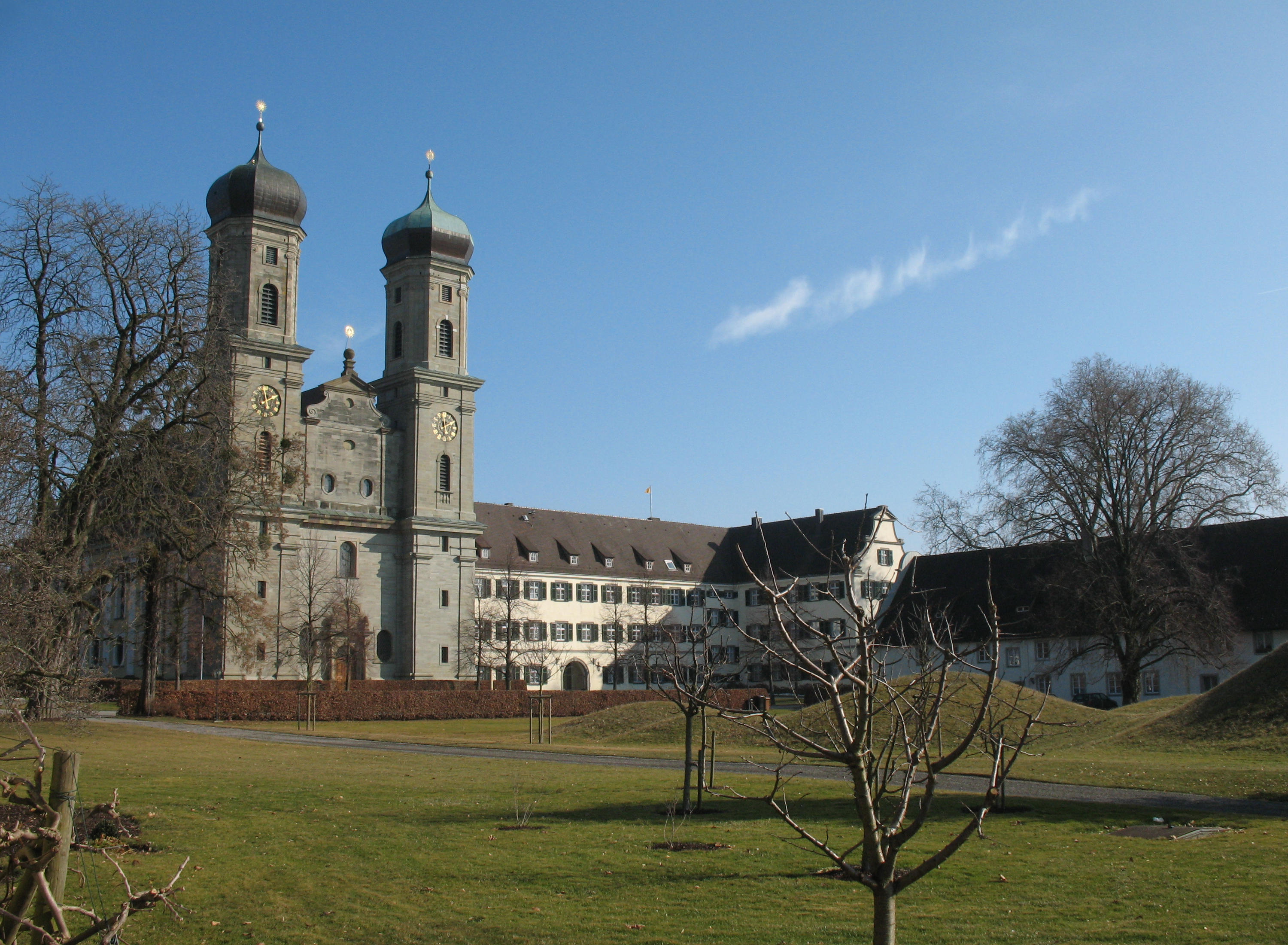
Église du château grand-ducal.

La construction aérienne apporta la prospérité pendant le premier tiers du XXe siècle mais attira aussi les raids aériens alliés à la fin de la Seconde Guerre mondiale qui détruisirent le centre historique.
Pendant la Guerre froide, la ville abrite une importante garnison d'abord de troupes d'occupation puis, jusqu'en 1992, des Forces françaises en Allemagne (F.F.A.).
Des bacs desservent diverses cités autour du lac notamment Romanshorn en Suisse. Chaque fois que le lac s'est trouvé solidement gelé, traditionnellement une statue de la Vierge Marie a traversé le lac en procession entre Romanshorn et Friedrichshafen.

## Sports
Le VfB Friedrichshafen a été champion d'Europe de volley-ball en 2007 et évolue au Zeppelinstadion, la principale installation sportive de la ville.

## Jumelages
| Ville | Ville                | Pays | Pays               | Période             |
| ----- | -------------------- | ---- | ------------------ | ------------------- |
|       | Delitzsch            |      | Allemagne          |                     |
|       | Imperia              |      | Italie             |                     |
|       | Peoria               |      | États-Unis         |                     |
|       | Polatsk              |      | Biélorussie        |                     |
|       | Saint-Dié-des-Vosges |      | France             |                     |
|       | Sarajevo             |      | Bosnie-Herzégovine |                     |
|       | Tsuchiura,           |      | Japon              | depuis juillet 1994 |

La Realschule Saint-Elisabeth est jumelée avec le collège-lycée Saint-Joseph de Vendôme.